# عمارة فنلندا

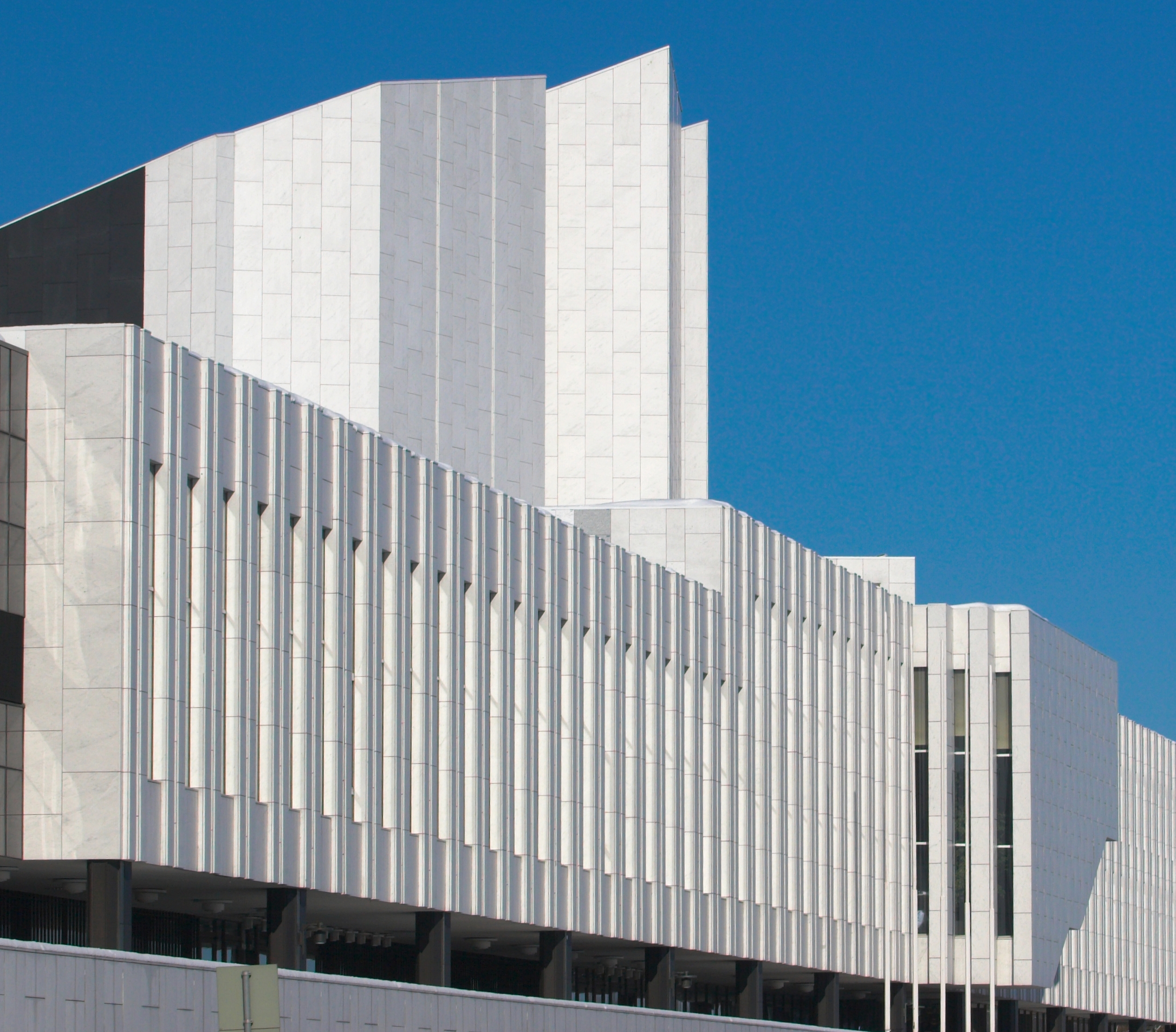
قاعة فنلنديا في هلسنكي.

عمارة فنلندا لديها تاريخ ملحوظ يمتد على مدى 800 سنة  وقد ساهمت العمارة في العديد من الأساليب دولياً، مثل الحداثة الشمال أوروبية، من خلال أعمال ألفار آلتو.
ترتبط الإنجازات المعمار الفنلندي عموماً بالعمارة الحديثة، وذلك لأن أقل من 13٪ من الموروث المعماري الحالي يعود إلى ما قبل العام 1920، وهو يتعلق بإعادة الإعمار في أعقاب الحرب العالمية الثانية.
بالإضافة إلى آلتو، من المعماريين الفنلنديين البارزين إلييل سآرينن، إريك بروغمن ريما بييتيلا، إيرو سارينن، لارس وسونك.
في مقال نقدية عن عمارة القرن العشرين الفنلندية، يرى ناقد صحيفة لوموند فريدريك إيدلمان في عدد نـُشر في خريف عام 2000 أن لدى فنلندا أكبر عدد من المعماريين الكبار من قامة ألفار آلتو من أي بلد آخر في العالم باعتبار عدد السكان.
ثمت تقليد طويل في العمارة الفنلندية تأثر بالمدارس العالمية. فعلى سبيل المثال المعماري الألماني كارل لودفيش إنغل الذي انتقل إلى هلسنكي من سان بطرسبرغ في عام 1816، هو العقل المدبر وراء جميع المباني الأثرية في قلب العاصمة. وبالمثل، فإن صعود الرومانسية القومية في العمارة في نهاية القرن التاسع عشر، كانت على الرغم من اسمها تكيف مباشر لأسلوب اليوغند الأوروبي أو الفن الجديد.
كان للمعماريين الفنلنديين تأثير كبير في العمارة الأمريكية. غالباً ما أُطلق على إييرو سارينن (1910-1961) لقب "معماري القرن الأمريكي،"، المولود في فنلندا، إلا أنه نشأ وتلقى معظمهم تعلمه في الولايات المتحدة، وقد صمم أعمالاً رائعة في فن العمارة في أنحاء الولايات المتحدة، من مركز تي دبليو إيه الجوي في مطار كينيدي بنيويورك إلى قوس غيتوي أرش (Gateway Arch) في سانت لويس، ميزوري.

## وصلات خارجية
- متحف العمارة الفنلندية
- متحف ألفار آلتو
- جامعة هلسنكي للتكنولوجيا، قسم الهندسة المعمارية
- جمعية المعماريين الفنلندية جيد جداً لاستكشاف ثقافة فنلندا